# Piper peltatum
Piper peltatum är en pepparväxtart som beskrevs av Carl von Linné. Piper peltatum ingår i släktet Piper och familjen pepparväxter. Inga underarter finns listade i Catalogue of Life.